# 봉남항
봉남항은 전라남도 고흥군 동일면 봉영리에 위치한 어항이다. 1973년 12월 19일 지방어항으로 지정하여 관리하고 있다. 시설관리자는 고흥군수이다.

## 어항 연혁
360년 전 함안 조씨, 경주 정씨, 장택 고씨, 전주 이씨 등이 마을을 형성 대역포라 하였다. 본마을 조경숙이 훈장을 맡아 봉영리 405번지에 서당을 짓고 서원생들이 심었는데 이름모를 큰 새 한 마리가 날아와 나무에 앉아 훈장과 서원생들이 봉남이라 이름 지었다고 한다.

## 어항 구역
본 항의 어항구역은 다음과 같다.
- 수역: 암반 돌출부에서 바위섬을 연결하고 바위섬과 산200번지 암 돌출부를 연결하는 공유수면

## 어항 시설
- 선착장 81m, 방파제 90m, 물양장 63m

## 주요 어종
- 삼치, 양태, 서대